# 劉如意
劉 如意（りゅう にょい／りゅう じょい、紀元前207年 - 紀元前194年）は、前漢初期の諸侯王（代王、のち趙王）で、高祖・劉邦の庶子（第3子）。生母は戚夫人。隠王と諡された。

## 生涯
劉邦がまだ沛公時代に項梁に従軍して定陶（現在の山東省菏沢市定陶区）で、現地出身の戚夫人と出会った。劉邦は彼女の美貌を見染めて自分の側室にしたという。
戚夫人は劉邦の寵愛を一身に受けており、また如意は庶子ながら劉邦に似ていて、活発な性格の少年であったという。如意は有力な皇太子候補として、異母兄の劉盈（後の恵帝）とその地位を争うこととなる。
しかし、呂雉と重臣たちの反対により、劉盈は皇太子の座を保った。紀元前198年、10歳になった如意は代王に封じられ、後に趙王に転封される。その際、暗殺を恐れた劉邦により、自身を過去に叱りつけたことがある符璽御史の周昌（劉邦に忠誠を尽くし項羽に殺害された周苛の従弟）を信任し、趙の宰相に据えた。
紀元前195年夏4月に父劉邦の没後、如意と戚夫人は呂雉に皇太子争いのことで恨みを買った。呂雉は幾度となく如意を入朝させ、暗殺しようとしたが、周昌の努力により入朝は敵わなかった。
紀元前194年冬に、呂雉は周昌を長安に呼び寄せている間に如意を長安に入朝させた。異母兄・恵帝（劉盈）は母が如意を暗殺すると予測し、如意が長安に入朝した際には自らの側に置いて殺されないように警備した。しかしある日、恵帝が狩りで離れた隙に呂雉が劉如意を毒殺した。それを知った恵帝は嗚咽してひどく悲しんだ。
また、生母の戚夫人も間もなく宮中に捕らえられ、「人彘（人豚）」と称して嬲り殺しにされた。それを見た恵帝は衝撃を受けて政務を放り出し、酒色に溺れて23歳で急死した。また、周昌は劉如意の死後、参内せずに3年後に逝去した。